# 西太平街 (北京)
39°54′07″N 116°21′21″E / 39.90181°N 116.35580°E
西太平街，是位于北京市西城区中部的一条胡同，现已拓宽为道路。

## 简介
西太平街为东西走向，过去东端略微呈弧形向北折，东到闹市口南街（今该段并入闹市口大街）与东太平街相接，西到鲍家街。该街原为金中都北护城河的河道。明朝此地被纳入北京内城。清朝河道干涸，形成街巷。因为靠近太平湖，而且在闹市口南街以西，故得名“西太平街”。清代曹雪芹好友敦敏的槐园曾在太平湖东里及西太平街附近。2000年代至2010年代，西太平街北侧兴建中央音乐学院新校区，南侧兴建北京尊府、信达金融中心，西太平街也改成一条笔直的东西向道路。